# تاکاهیرو اندو
تاکاهیرو اندو (انگلیسی: Takahiro Endo؛ زادهٔ ۷ ژوئیهٔ ۱۹۶۸) بازیکن فوتبال اهل ژاپن است.
از باشگاه‌هایی که در آن بازی کرده‌است می‌توان به باشگاه فوتبال آویسپا فوکوئوکا اشاره کرد.